# Pegesimallus limbatus
Pegesimallus limbatus là một loài ruồi trong họ Asilidae. Pegesimallus limbatus được Oldroyd miêu tả năm 1960.